# Lophornis magnificus
Lophornis magnificus là một loài chim trong họ Trochilidae.